# Zunftkirche Bichlbach

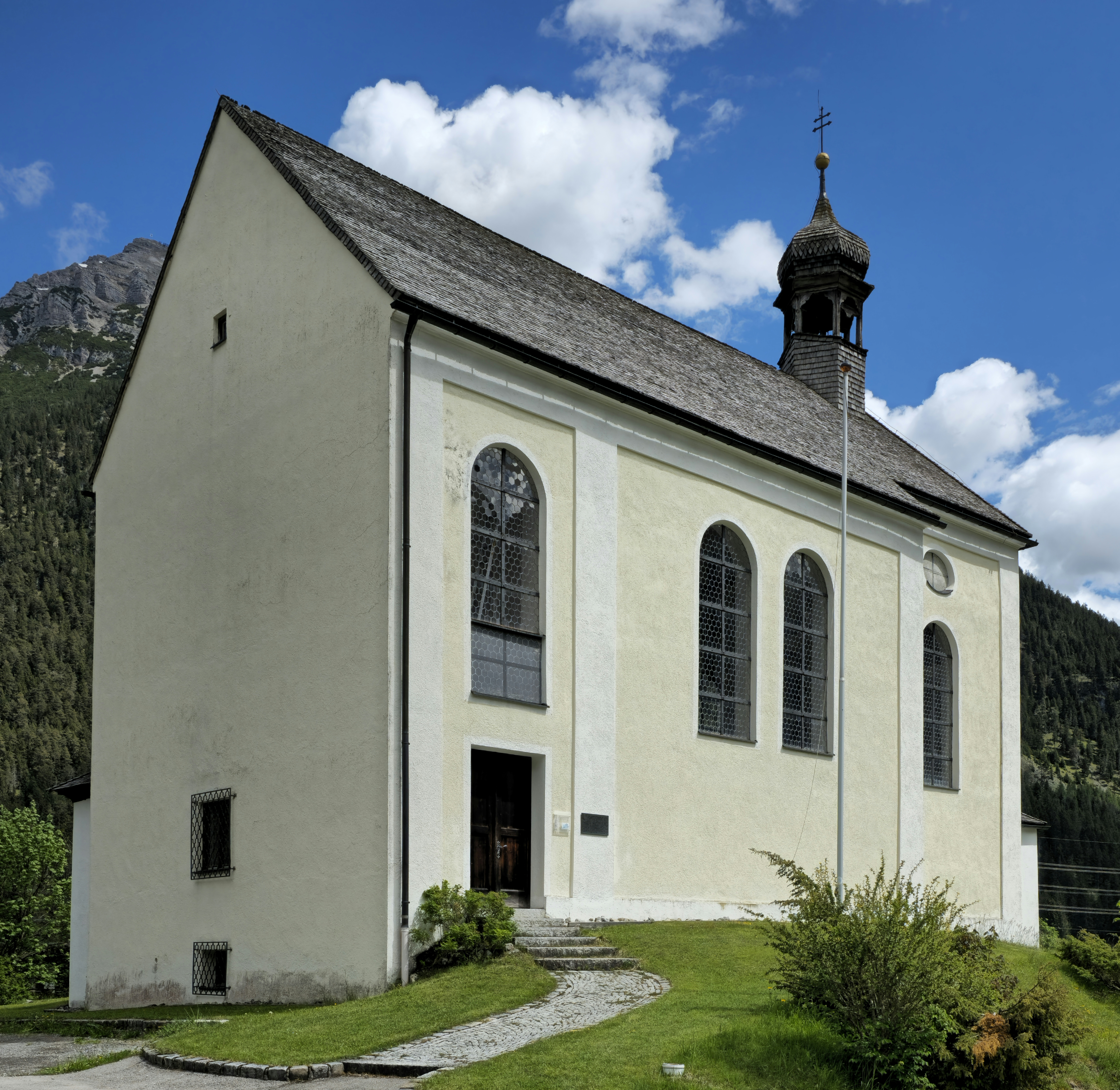
Katholische Zunftkirche hl. Josef in Bichlbach

Langhaus, Blick zum Chor

Die Zunftkirche Bichlbach steht in Hanglage am Fuß des Lammberges in der Gemeinde Bichlbach im Bezirk Reutte im Bundesland Tirol. Die dem Patrozinium hl. Josef von Nazaret unterstellte römisch-katholische Zunftkirche gehört zum Dekanat Breitenwang in der Diözese Innsbruck. Die Zunftkirche steht unter Denkmalschutz (Listeneintrag).

## Geschichte
Die Außerferner Handwerker gehörten ursprünglich zur Hütte Imst, eine von 6 Hütten der Zunftbruderschaft Sterzing. Da aber der Großteil des Bezirkes Reutte kirchlich dem Bistum Augsburg zugehörig war, stellte dieser Teil der Hütte Imst in der 2. Hälfte des 17. Jahrhunderts bei den landesfürstlichen Behörden in Innsbruck den Antrag eine eigene Zunftbruderschaft gründen zu dürfen. Die Innsbrucker Behörden leiteten den Antrag an den Wiener Kaiserhof weiter, schließlich wurde die Zunftordnung 1694 von Kaiser Leopold I. genehmigt. Bichlbach wurde Sitz der Maurer- und Zimmerleutezunft im Gericht Ehrenberg. Im Jahr 1738 hatte diese Zunft 1042 Maurer- und Zimmermeister sowie weitere 142 Meister verschiedenster Gewerbegruppen als Mitglieder; sie bestand bis 1849.
Die Grundsteinlegung der Zunftkirche erfolgte am 15. Mai 1710. Bereits um 1693 hatte Johann Jakob Herkomer aus Füssen Pläne für die Zunftkirche erstellt. Diese wurden beim Neubau durch Stadtbaumeister Andreas Hafenegger aus Prag jedoch nicht mehr berücksichtigt. Die Weihe erfolgte 1711. 1974 wurde eine Gesamtrestaurierung abgeschlossen.

## Architektur
Die einheitliche barocke Zentralraumkirche mit axialer Tendenz hat ein abgewalmtes Satteldach mit einem Dachreiter.
Das Kircheninnere als Langhaus bewirkt durch übereck gestellte Eckpilaster mit eingeblendeten Nischen einen zentralen Raumcharakter, die Eckpilaster treten gegen den Chor und zur Vorhalle als Wandpfeiler hervor. Über dem reich profiliertem verkröpften Gesims zeigt sich eine Flachkuppel zwischen zwei breiten auf dem Gesims ruhenden Gurtbögen. Die Westempore auf niederen Pilastern hat unten eine Flachdecke und darüber ein Geschoß mit einem Kreuzgratgewölbe mit Freskenmedaillons.

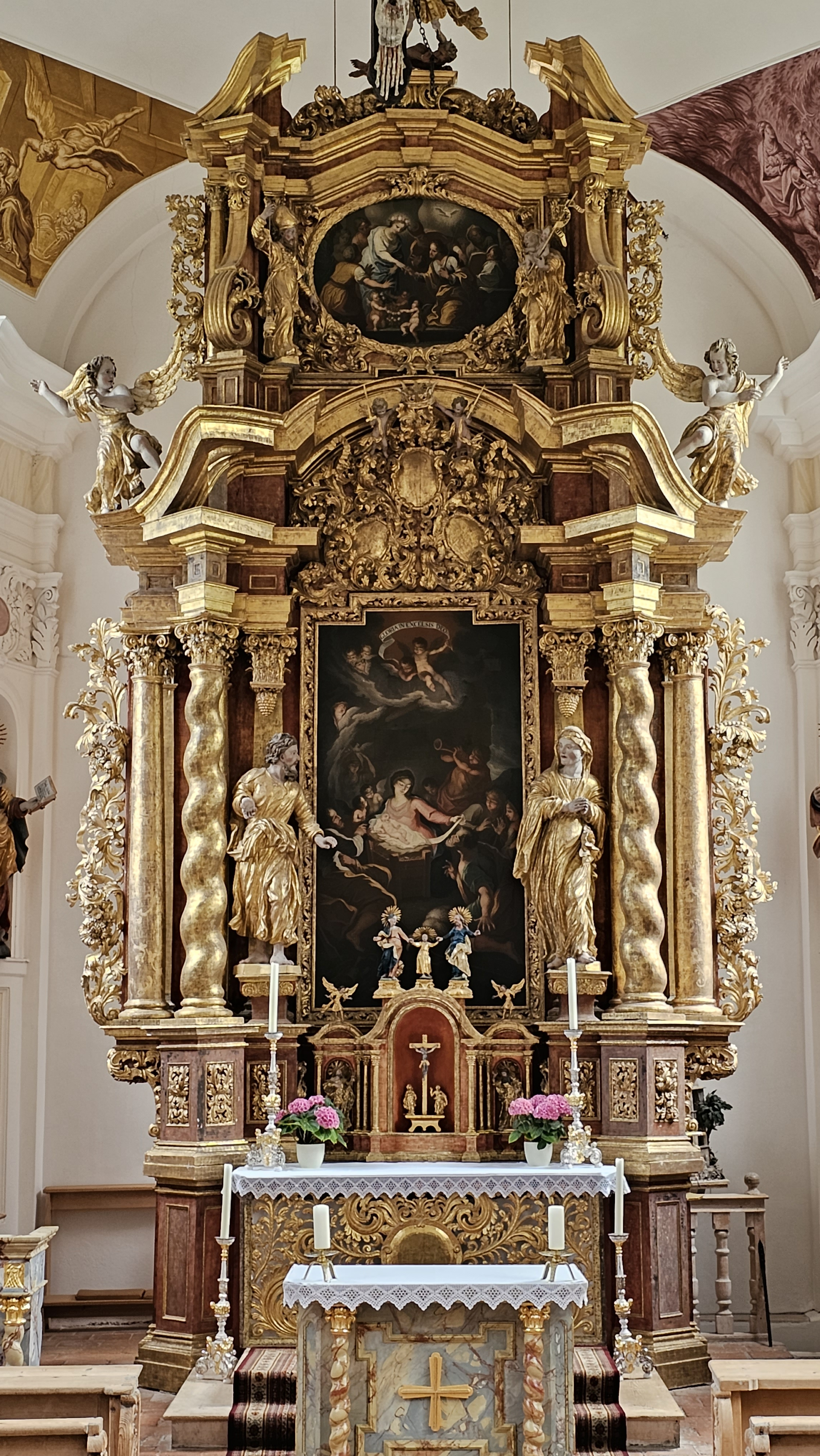
Der prunkvolle Hochaltar von 1710

Die Fresken um 1711 schuf Paul Zeiller, im Chor Maria und Josef vor der Dreifaltigkeit, in den Flachkuppelzwickeln Traum Josefs, Flucht nach Ägypten, Rast in der Flucht, hl. Josef und Jesus in der Zimmermannswerkstatt, im Langhaus Himmelfahrt Christi, in den Flachkuppelzwickeln Christus erscheint Maria, Christus als Gärtner vor Magdalena, Christus vor dem ungläubigen Thomas und Christus mit den zwei Emausjüngern, an der Emporenbrüstung Einkehr der Heiligen Familie und Anbetung der Könige.

## Ausstattung
Prunkstück des Kirchenraums ist der 10 m hohe, überreich dekorierte, fast vollständig vergoldete Hochaltar, den der Tannheimer Johann Georg Pauer um 1710 anfertigte. Das Altarbild, das der Pfrontener Barockmaler Johann Heel malte, zeigt die Anbetung der Hirten. Seitlich stehen die Assistenzfiguren Josef (links) und Maria (rechts) sowie auf dem 1856 angefertigten Tabernakel die filigrane Statuettengruppe mit der Darstellung des Heiligen Wandels von 1710. Die Antemensale (Altarunterbau) ist reich mit Akanthusranken verziert.
In den Wandnischen seitlich hinter dem Altar steht links eine Maria Immaculata und rechts der hl. Josef (nach einer anderen in der Kirche befindlichen Quelle sind es Marias Eltern Anna und Joachim)  sowie unmittelbar rechts hinterm Chorbogen ein Verkündigungsengel. An den vorderen abgeschrägten Langhausecken befindet sich links ein Gemälde mit der Darstellung Schweißtuch der Veronika und rechts eine dritte Josefs-Statue (mit dem Jesuskind) sowie in der Wandnische eine Johannes-der-Täufer-Figur. Die klassizistische Kanzel (um 1800) wurde in den Jahren 1804/05 von Georg Pflauder und Franz Fischer mit Stukkaturen verziert.

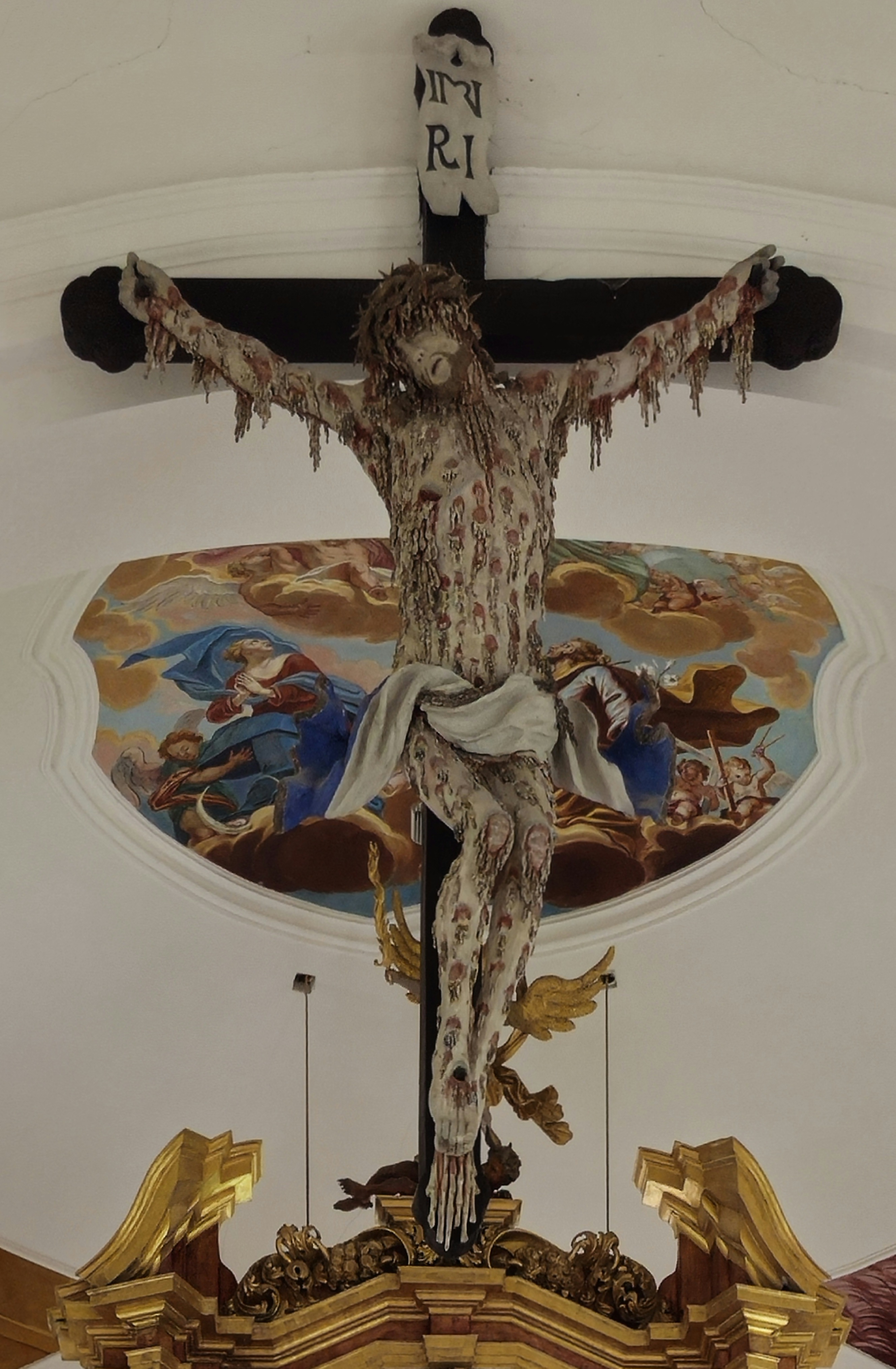
Das Triumphbogenkreuz mit dem Wundmalchristus

Das am Triumphbogen angebrachte überlebensgroße Kruzifix (um 1710) ist ein seltenes Beispiel eines Wundmalchristus, dessen zerschundener Körper von Wunden übersät ist, aus denen Blut in breiten Bahnen fließt. An den Längswänden des Langhauses befinden sich zwei bemerkenswerte Barockbilder mit reich geschnitzten vergoldeten Akanthusrahmen; das an der Nordwand stellt den Schutzengel dar und an der Südwand den hl. Franziskus von Assisi mit dem geigenspielenden Engel (von Johannes Heel, um 1710).
Die kleine, ungefasste Orgel mit Rokoko-Ornamentik und bekrönender Engelsfigur wurde um 1735/40 für die Bichlbacher Pfarrkirche von Georg Ehinger aus Aitrang im Allgäu geschaffen. Von dort wurde sie 1844 in die Zunftkirche übertragen. Eine komplette Restaurierung erfolgte 1975 durch den Orgelbauer Reinisch aus Steinach am Brenner.